# Wolseley Hornet (1930)
La Hornet è un'autovettura prodotta dalla Wolseley dal 1930 e al 1936.

## Storia

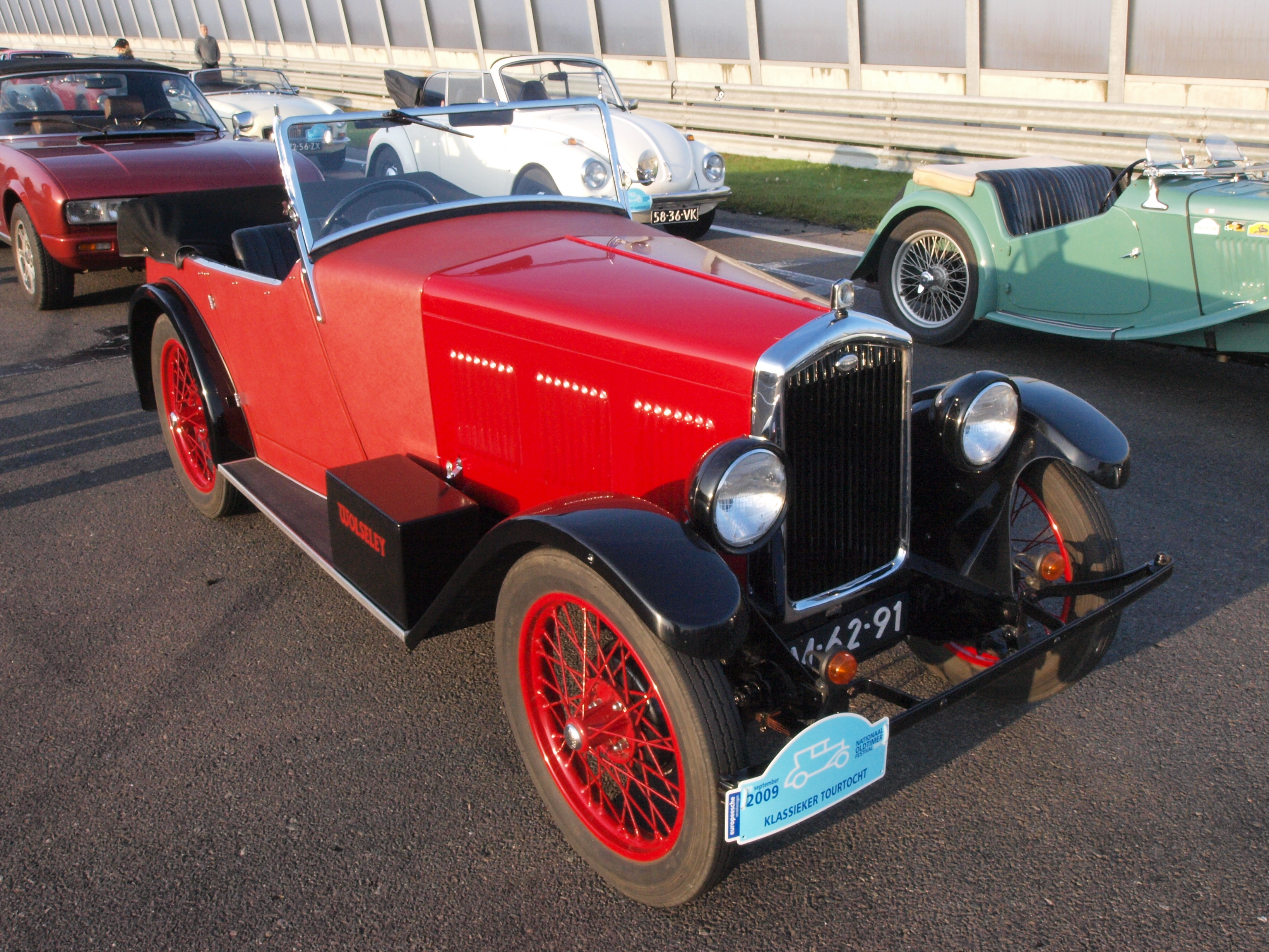
Wolseley Hornet cabriolet

La Wolseley venne acquistata dalla Morris nel 1927, e quindi alcuni modelli prodotti dai due marchi dopo l'operazione finanziaria erano strettamente correlati. In particolare, la Hornet era in sostanza una Morris Minor dotata di un piccolo motore in linea a sei cilindri, in luogo di un propulsore a quattro cilindri, che sarebbe stato più adatto considerando la tipologia di vettura.

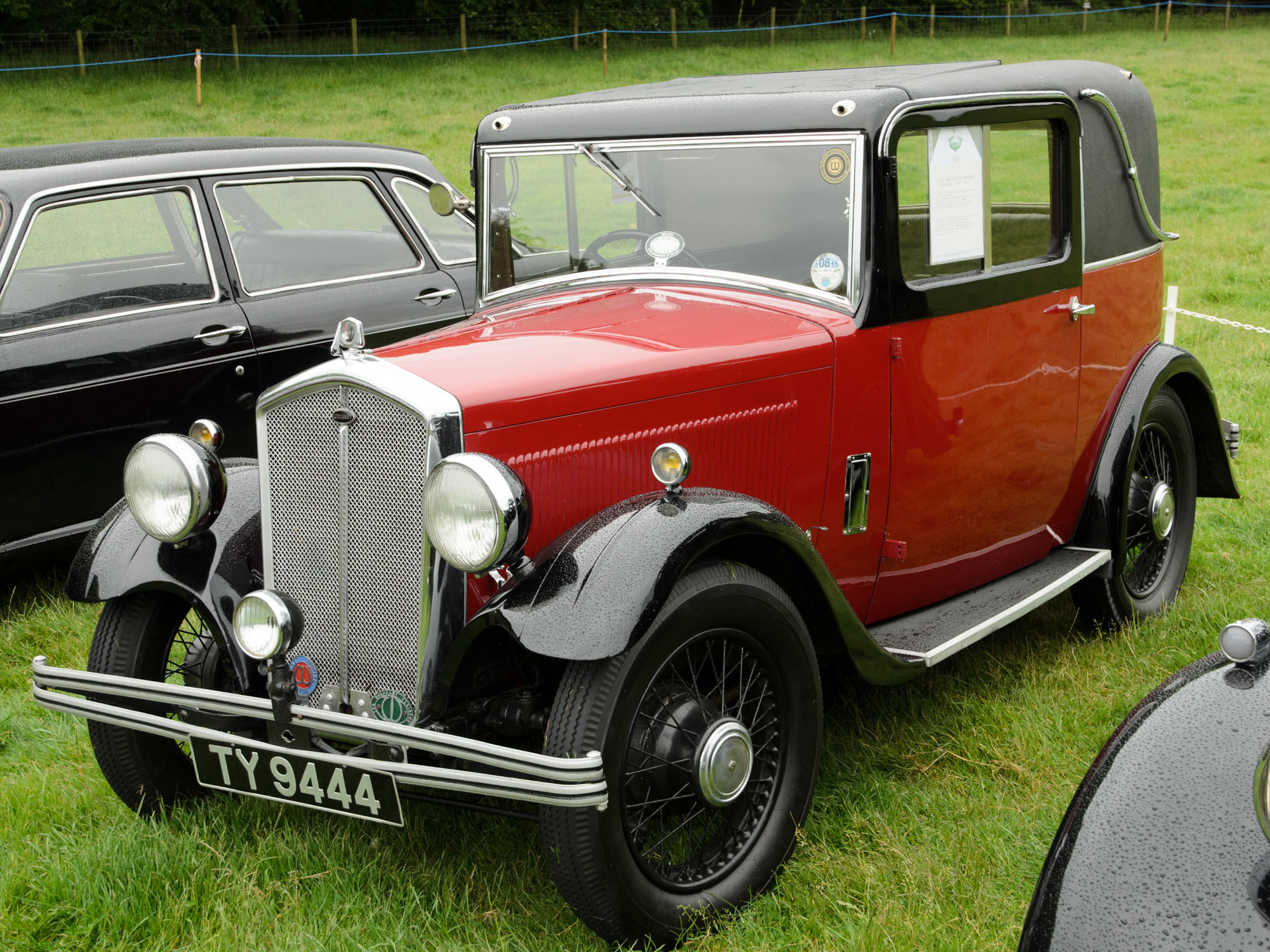
Wolseley Hornet coupé

Originariamente, il motore aveva una cilindrata di 1.271 cm³ e possedeva una distribuzione monoalbero. I freni del modello erano idraulici. Nel 1932 il motore fu accorciato e venne spostato anteriormente. Nel 1935 la cilindrata del motore fu incrementata 1.378 cm³.
Inizialmente, il modello poteva essere ordinato con carrozzeria berlina oppure con carrozzeria aperta due posti. Per il 1931 venne tolta dal mercato la versione berlina, mentre nel 1932 vennero aggiunte alla gamma offerta le versioni coupé due e quattro posti. Nell'ultimo anno di produzione la gamma venne razionalizzata, e furono disponibili solo le berline e le coupé.
Originariamente il cambio disponibile era manuale a tre rapporti. Questa trasmissione venne aggiornata nel 1932 con l'aggiunta di un nuovo rapporto, e l'anno successivo furono introdotte le marce sincronizzate. Nel 1934, poteva essere ordinata la ruota libera.

## La Hornet Special

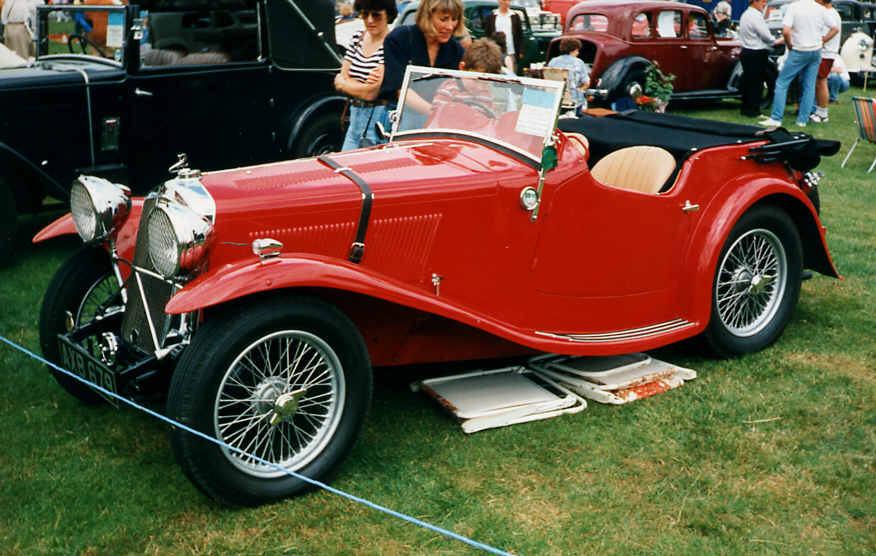
Wolseley Hornet Special

Del modello venne anche allestita la versione sportiva, che venne prodotta dal 1932 al 1935. Si chiamava Hornet Special e aveva una carrozzeria roadster. La versione prodotta dal 1932 al 1934 aveva installato un motore sei cilindri in linea da 1.378 cm³ di cilindrata. Questo propulsore aveva montato dei carburatori doppio corpo e possedeva un rapporto di compressione aumentato. Nel triennio citato furono assemblati 2.307 esemplari a telaio nudo, che veniva completato da vari carrozzieri. Nel 1935 alla Hornet Special venne montato un nuovo motore da 1.604 cm³. In questo ultimo anno di produzione vennero assemblati 148 esemplari.